# 永寧村 (元朗)

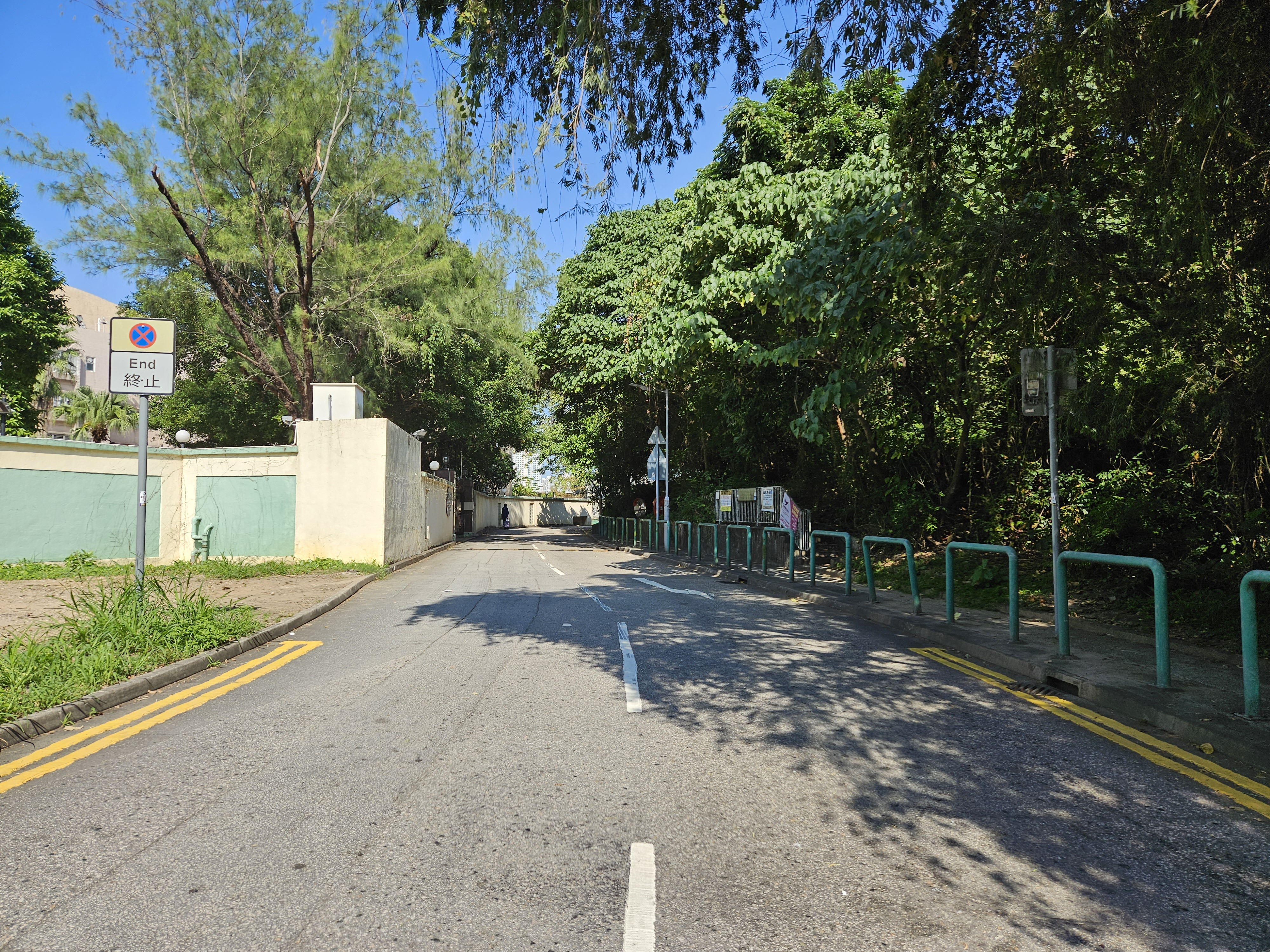
庸園路青山公路－屏山段入口

永寧村（又稱庸園）是一條位於香港新界元朗橫洲的村落。該村位於蝦尾新村和鳳池村之間，南接白花村和振興新村。永寧村並非新界原居民村落，但隸屬屏山鄉鄉事委員會，可選舉居民代表。

## 歷史
永寧村庸園路一帶古地名為衙前，村內有多個數百年古墓均標示衙前作地名。明朝中期以前，原衙前村（衙前圍）有望族毛氏定居，有村民約千人。衙前村是民間傳說「毛氏三虎」的發生地，相傳毛氏族人在一夜之間被官兵追殺而被滅族。現時，永寧村內仍有一地稱為「尚書台」，相傳是毛氏三虎舊居的原址。
1932年，潮商陳庸齋從家鄉潮州回港，在丫髻山南麓購入200多畝地皮，開山僻路創辦農場，是為庸園。農場種植果樹為主，園前是陳氏混合中西風格的大宅。永寧村得名於陳氏的故鄉潮州饒平隆都前美村永寧寨，陳庸齋屬陳黌利家族一員，陳黌利家族籍貫潮州饒平隆都，家族在泰國經營白米貿易多年。陳庸齋早年於皇仁書院畢業，畢業後回鄉，曾於家鄉的成德學校擔任校長，學校由他的祖父開辦。
戰後時期，國內難民湧港，潮籍同鄉獲陳庸齋接濟在庸園周邊聚居，並受顧做農工，逐漸發展成一條村落，村民多以潮州話溝通。陳氏大宅是村的中心，不時用作招待陳家的親朋戚友，工人每天都在屋前聚餐。1949年，永寧村加入新成立的屏山鄉鄉委會，村務最初由上璋圍管理，1966年正式成為屏山鄉屬下村落。1950年代中，永寧村有62戶共340名居民，村內亦有豬場、醬油廠等等。
陳庸齋亦於戰後重辦成德學校，學校位於大宅西北方，由陳庸齋自己擔任校長，1950年代中有約80名學生，1970年遷到新校址，學校於1989年停辦，現為珠穆朗瑪多元文化社區中心。
自1980年代起，庸園大部份地皮被新世界發展收購，陳氏大宅亦於1990年代中被清拆，村民人數大幅減少。部份果園成為新世界集團的農圃，其餘部份則多作為露天貨倉和貨櫃車場。1990年代末，九廣西鐵走線穿過永寧村正中心，受工程影響，村內不少地皮被強制收回，亦有村屋結構受損。

## 近年發展
2014年，政府宣佈橫洲公營房屋發展的修訂計畫，地皮涉及鳳池村、楊屋新村和永寧村東部地段，永寧村村長向政府爭取合理賠償，曾收到恐嚇電話。被迫遷的居民對發展計劃表示強烈不滿。2022年，新世界發展就永寧村地皮向土地共享先導計劃申建4,600伙住宅單位，佔地約5.5公頃，相等於永寧村的大部份土地。

## 建築
- 永寧村花炮會：永寧村早於1954年慶祝天后寶誕，花炮會會所建於1969年，是一座單層建築。
- 永寧村村公所：原建於1973年，九廣鐵路公司於2001年出資為永寧村重置村公所。
- 庸園東德村福德廟：原建於1963年，因橫洲公營房屋工程於2022年被拆，同年重置於村口。[23][24]
- 寶獅膠管廠內的一座古舊平房
- 梅記士多：前村長許汝梅創辦的一所士多。許氏家族與陳氏是同鄉姻親，許汝梅早年來港後為陳氏打理農場，並於1966年至1990年擔任村長。

## 外部連結
- 居民代表選舉永寧村（屏山）的劃定現有鄉村範圍（2019至2022年） （页面存档备份，存于）